# Didrik Nyholm

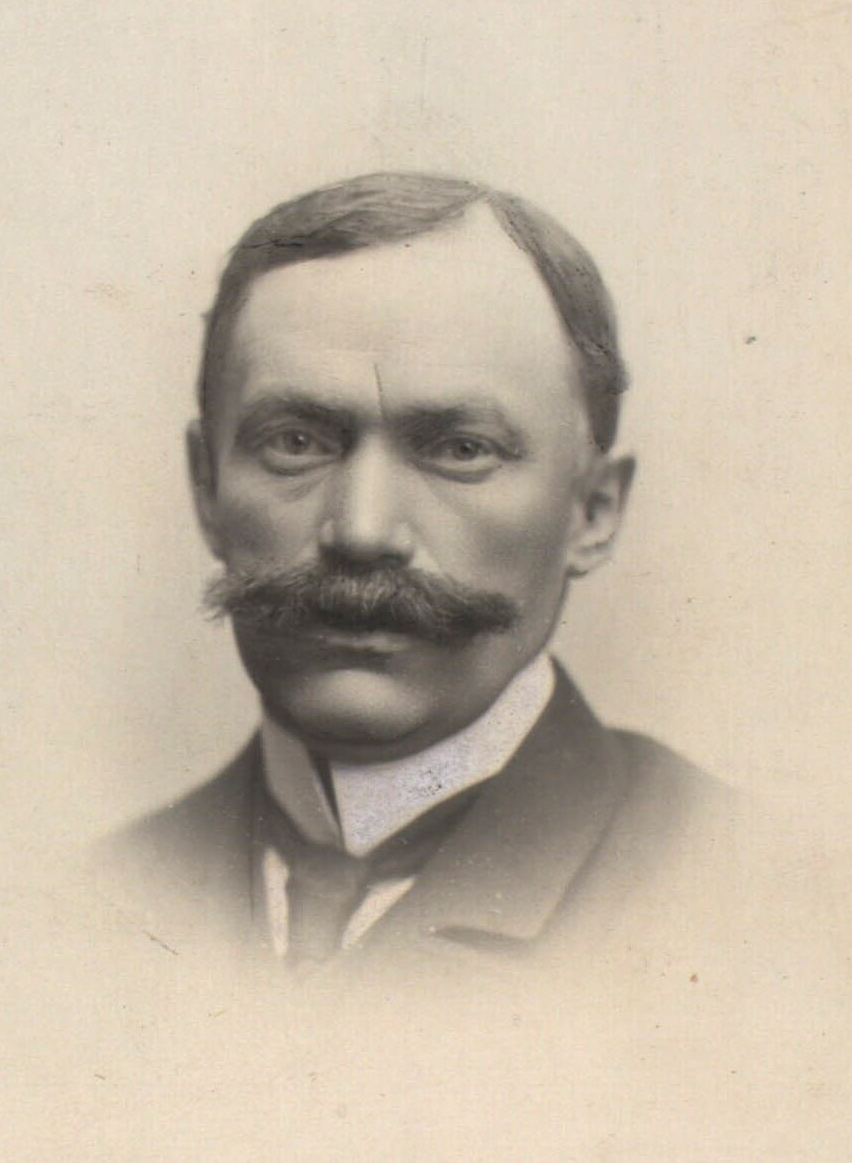
Didrik Galtrup Gjedde Nyholm

Didrik Galtrup Gjedde Nyholm (* 21. Juni 1858 in Randers; † 31. August 1931 in Kopenhagen) war ein dänischer Jurist. Er wirkte von 1896 bis 1921 als Richter an den Gemischten Gerichtshöfen in Ägypten und von 1922 bis 1930 am Ständigen Internationalen Gerichtshof.

## Leben
Didrik Nyholm wurde 1858 in Randers geboren und war nach einem Studium der Rechtswissenschaften, das er an der Universität Kopenhagen absolvierte, zunächst im dänischen Innenministerium tätig. Ab 1896 wirkte er, erst in al-Mansura und ab 1902 in Kairo, als Richter an den Gemischten Gerichtshöfen in Ägypten. In Kairo war er ab 1916 Vizepräsident und ab 1920 Präsident des Gerichtshofs. Ab 1913 gehörte er darüber hinaus dem Ständigen Schiedshof in Den Haag an.
Nach dem Ende des Ersten Weltkrieges kehrte er 1921 nach Europa zurück. Im September des gleichen Jahres wurde er von der Versammlung und vom Rat des Völkerbundes zum Richter am Ständigen Internationalen Gerichtshof gewählt, der mit Beginn des Jahres 1922 seine Arbeit aufnahm. Er wirkte am Gerichtshof für eine turnusgemäß neunjährige Amtszeit bis 1930.
Didrik Nyholm war ab 1928 Mitglied des Institut de Droit international. Er starb 1931 in Kopenhagen.